# Urvalsfel
Urvalsfel, även kallat selektionsbias, är ett begrepp inom statistiken. Det är en felkälla som beror på den metod som ett datamaterial har samlats in med eller på att sättet man gjort urvalet av prover inför den statistiska undersökningen inte är representativt för det man vill undersöka.
Exempel: Man ringer till 1000 slumpvis utvalda personer och frågar om de tycker att det är för dyrt att ha telefon. Felet i detta fall blir att de som verkligen tycker att det är för dyrt att ha telefon, och därför inte heller har någon telefon, inte kommer med i undersökningsmaterialet.